# The Minutes
The Minutes è l'ottavo album in studio della cantautrice inglese Alison Moyet, pubblicato nel 2013.

## Tracce
1. Horizon Flame – 3:39
2. Changeling – 2:57
3. When I Was Your Girl – 3:39
4. Apple Kisses – 3:32
5. Right As Rain – 3:07
6. Remind Yourself – 3:48
7. Love Reign Supreme – 3:45
8. A Place to Stay – 4:03
9. Filigree – 3:44
10. All Signs of Life – 3:54
11. Rung by the Tide – 4:35